# Mamadou Namory Traoré
Mamadou Namory Traoré ist ein Politiker in Mali. Er war ein hoher Beamter bevor er zum Minister ernannt wurde.

## Leben

### Ausbildung und Beamtezeit
Nach einem Baccalauréat in Sciences exactes im Juni 1968 ging er zum Studium an die Universität Paris-Dauphine in Frankreich. Er erwarb einen Postgraduierten-Doktortitel in Management und angewandter Ökonomie. Dann arbeitete er als Staatsbeamter, später als Berater der Weltgesundheitsorganisation für das Onchozerkose-Kontrollprogramm (Flussblindheit), Mitautor eines 1982 von Harmattan veröffentlichten Werks mit dem Titel „Le Mali, le Paysan et l’État“ (Mali, der Bauer und der Staat), anschließend arbeitete er mehrere Jahre als Botschaftsberater und als unabhängiger Berater. Im Laufe seiner Verwaltungslaufbahn arbeitete er in verschiedenen Positionen:
als Stabschef des Premierministers (Februar 1987 bis Juni 1988), Stabschef im Ministerium für öffentliche Gesundheit und Soziales (Juni 1988 bis Juni 1989), Direktor für Gesundheits- und Sozialplanung und -ausbildung im Ministerium für öffentliche Gesundheit und Soziales sowie als Direktor für internationale Zusammenarbeit (1989/1994) im Ministerium für auswärtige Angelegenheiten und internationale Zusammenarbeit. Außerdem war er Berater des niederländischen Botschafters in Mali für die Überwachung von Programmen und Projekten in den Bereichen Gesundheit, Bildung und ländliche Entwicklung.

### Politische Karriere
Er wurde im April 2012 zunächst Minister für öffentlichen Dienst, Regierungsführung sowie administrative und politische Reformen in der Regierung von Cheick Modibo Diarra (April 2012 bis Juni 2013), dann Minister für Wirtschaft und humanitäre Hilfe in der Regierung von Django Sissoko (Juni bis September 2013) und schließlich Sonderberater des Premierministers, zuständig für Fragen im Zusammenhang mit Ressourcenmobilisierung (September 2013 bis September 2014).